# 시무라 노보루
시무라 노보루(일본어: 志村 謄, 1993년 3월 11일~)는 일본의 축구 선수이다.

## 구단 경력
그는 2011년부터 2014년까지 일본 축구 전문학교에서 활동하였다. 2015년부터 2017년까지 FK Berane, FK Mornar, FK 보켈리, FK 수체스카 닉시치에서 뛰었다. 2017년 FK 스파르타크 수보티차로 이적했다. 2023년까지 146경기에 출전하여, 11득점을 넣었다. 2023년 포트 FC로 이적했다.